# Hylesia multiplex
Hylesia multiplex är en fjärilsart som beskrevs av Paul Dognin 1929. Hylesia multiplex ingår i släktet Hylesia och familjen påfågelsspinnare. Inga underarter finns listade i Catalogue of Life.